# Del Topoll
Del Topoll (* 21. Oktober 1933 in Durban, Manitoba) ist ein ehemaliger kanadischer Eishockeyspieler, der von 1952 bis 1970 unter anderem für die Cincinnati Mohawks aus der International Hockey League und die Rochester Americans aus der American Hockey League aktiv war.

## Karriere
Del Topoll begann seine Karriere als Eishockeyspieler bei den Cincinnati Mohawks, für die er in der Saison 1952/53 in der International Hockey League aktiv war und mit denen er in seinem Rookiejahr den Turner Cup gewann. Anschließend spielte der Angreifer vier Jahre lang für die Chicoutimi Saguenéens aus der Western Hockey League, ehe er gegen Ende der Saison 1957/58 zwei Scorerpunkte, darunter ein Tor, in sechs Spielen für die Rochester Americans in der American Hockey League erzielte.
Anschließend stand Topoll mit Ausnahme der Saison 1965/66, als er einen Teil der Spielzeit lang für die Tulsa Oilers aus der Central Professional Hockey League aktiv war, ausschließlich in der Western Hockey League auf dem Eis, wo er zunächst fünf Jahre lang für die Spokane Comets, ein Jahr für die Seattle Totems, zwei Jahre lang für die San Francisco Seals, sowie 1966/67 für die San Diego Gulls, in der Saison 1967/68 für die Phoenix Roadrunners und schließlich für die Denver Spurs auf dem Eis stand, bei denen er 1970 seine Karriere beendete.
Insgesamt absolvierte Topoll über 1.000 Spiele in der Western Hockey League und der Quebec Hockey League. Während seiner 18-jährigen Karriere erzielte er dabei 269 Tore und 555 Assists. Für seine sportlichen Leistungen wurde Topoll mit der Aufnahme in die Manitoba Hockey Hall of Fame ausgezeichnet.

## Erfolge und Auszeichnungen
- 1952 MJHL First All-Star Team
- 1952 MJHL Scoring Champion
- 1953 Turner-Cup-Gewinn mit den Cincinnati Mohawks
- Aufnahme in die Manitoba Hockey Hall of Fame